# Grammia behri
Grammia behri är en fjärilsart som beskrevs av Richard Harper Stretch 1872. Grammia behri ingår i släktet Grammia och familjen björnspinnare. Inga underarter finns listade i Catalogue of Life.